# Ilia Tsjavtsjavadze
Prins Ilia Tsjavtsjavadze (Georgisch: ილია ჭავჭავაძე) (Kvareli (Kacheti), 8 november 1837 – Tsitsamoeri (nabij Mtscheta), 12 september 1907) was een schrijver, dichter, journalist en jurist uit Georgië. Hij was de voorman van de opleving van de Georgisch nationale beweging in de tweede helft van de 19e eeuw, tijdens de Russische heerschappij over Georgië.
Tegenwoordig wordt hij algemeen beschouwd als een van de grondleggers van het moderne Georgië en de grote inspirator voor de Democratische Republiek Georgië. In 1987 werd hij door de Georgisch-Orthodoxe Kerk heilig verklaard als de Heilige Ilia de Rechtvaardige (წმინდა ილია მართალი). Vandaag vereren de Georgiërs hem als Vader des vaderlands van Georgië.
Als schrijver en publiek figuur en geïnspireerd door de liberale bewegingen in Europa, spande hij zich in voor het ontwaken van nationale idealen onder zijn landgenoten en voor de totstandkoming van een stabiele maatschappij in zijn vaderland.
- Bibliothèque nationale de France: cb12126659s (data)
- Gemeinsame Normdatei: 118867830
- International Standard Name Identifier: 0000 0000 8129 9067
- Library of Congress Control Number: n80138483
- Nationale Bibliotheek van Letland: 000256729
- Nationale Bibliotheek van Tsjechië: ola2002159064
- Nationale Bibliotheek van Israël: 987012329647705171
- Nationale Bibliotheek van Polen: a0000003177843
- Nederlandse Thesaurus van Auteursnamen: 071272348
- Système universitaire de documentation: 115264949
- Virtual International Authority File: 51723484
- WorldCat: E39PBJtcKBdQx6cWVhGCMFKjmd